# Bogusław Linda

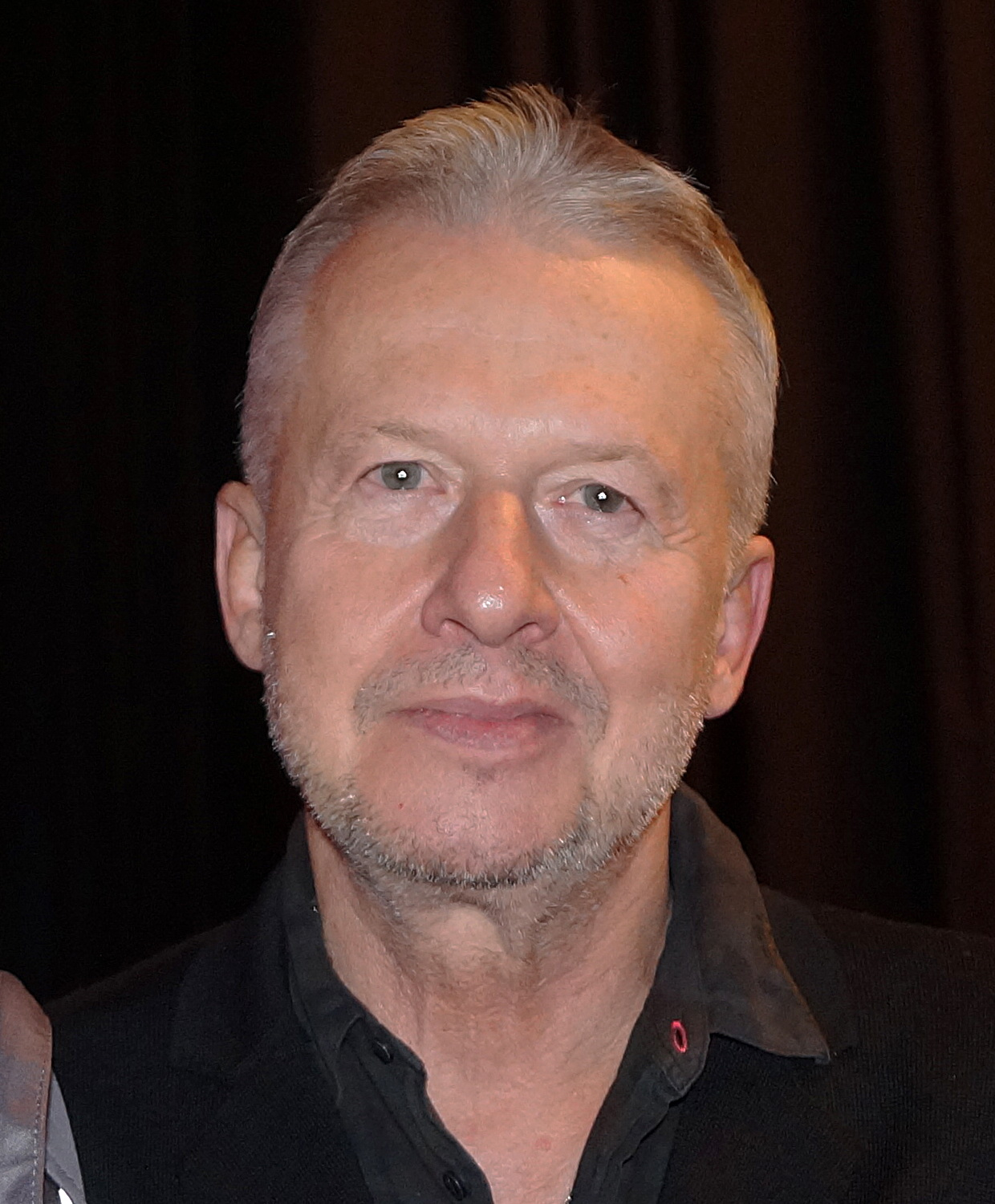
Bogusław Linda (2018)

Bogusław Linda (* 27. Juni 1952 in Toruń, Polen) ist ein polnischer Schauspieler.

## Leben

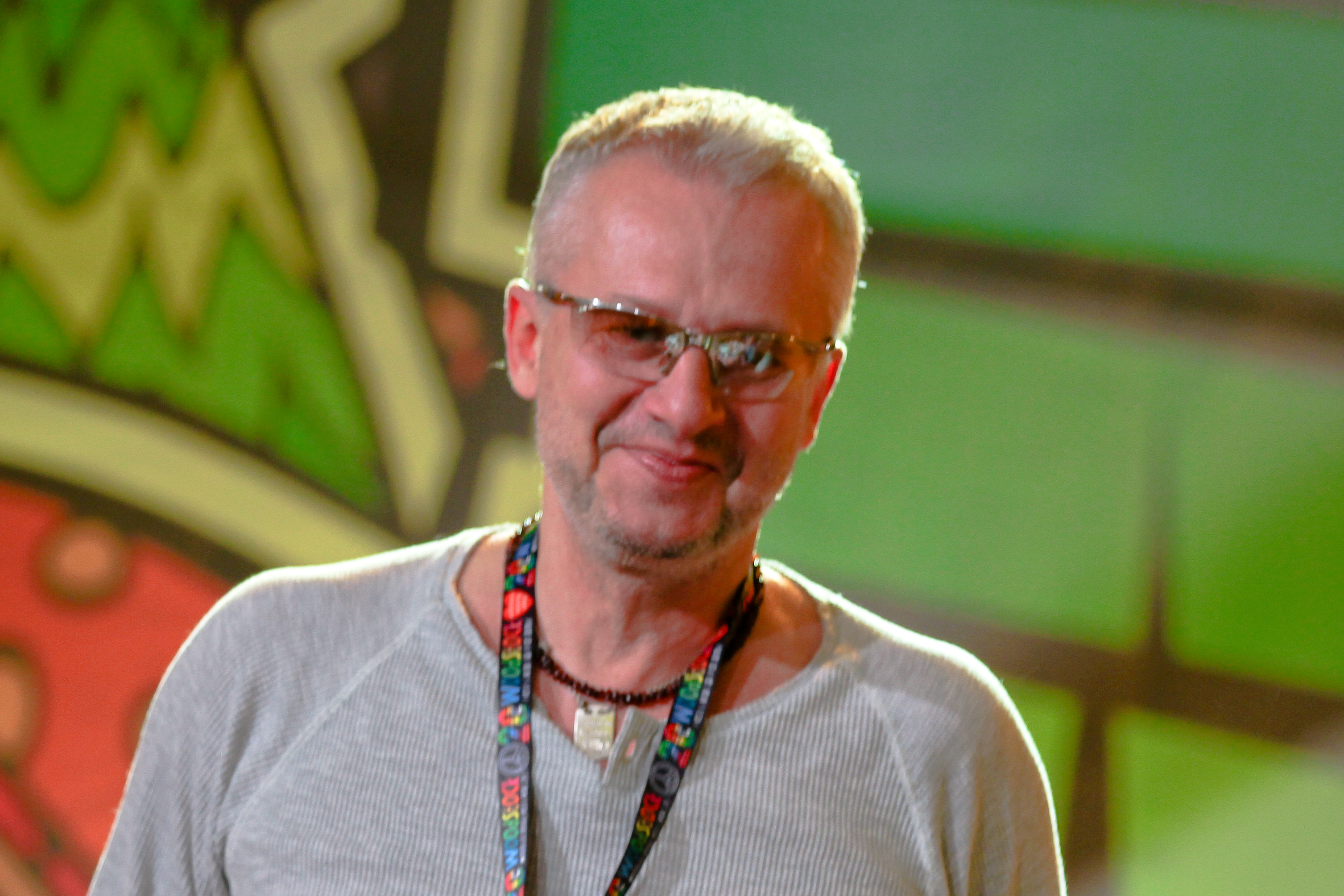
Bogusław Linda auf der Haltestelle Woodstock 2014

Bogusław Linda besuchte die staatliche Schauspielschule PWST in Krakau und beendete sie mit dem Diplom im Jahre 1975. Im gleichen Jahr gab er sein Theaterdebüt am renommierten Teatr Stary in Krakau. Bereits als Schauspielstudent hatte er kleine Rollen in Filmen übernommen, setzte sich allerdings erst in den 1980er Jahren als Filmschauspieler durch. Der Actionfilm Hunde (polnischer Titel: Psy) machte ihn Anfang der 1990er Jahre zu einem der populärsten Schauspieler Polens.

## Filmografie (Auswahl)
- 1980: Gorączka – Regie: Agnieszka Holland
- 1981: Der Mann aus Eisen (Człowiek z żelaza) – Regie: Andrzej Wajda
- 1981: Dreszcze – Regie: Wojciech Marczewski
- 1981/87: Der Zufall möglicherweise (Przypadek) – Regie: Krzysztof Kieślowski
- 1982: Mutter Krol und ihre Söhne (Matka Królów) – Regie: Janusz Zaorski
- 1983: Danton – Regie: Andrzej Wajda
- 1987: Cienie – Regie: Jerzy Kaszubowski
- 1987: Magnat – Regie: Filip Bajon
- 1987: Zabij mnie glino – Regie: Jacek Bromski
- 1991: Kroll – Regie: Władysław Pasikowski
- 1992: Hunde (Psy) – Regie: Władysław Pasikowski
- 1993: Jańcio Wodnik – Regie: Jan Jakub Kolski
- 1994: Psy 2 – Regie: Władysław Pasikowski
- 1995: Tato – Regie: Maciej Ślesicki
- 1996: Szamanka – Regie: Andrzej Żuławski
- 1997: Pułapka – Regie: Adek Drabiński
- 1997: Das Mädchen und der Bodyguard (Sara) – Regie: Maciej Ślesicki
- 1997: Szczęśliwego Nowego Jorku – Regie: Janusz Zaorski
- 1998: Demony wojny według Goi – Regie: Władysław Pasikowski
- 1999: Pan Tadeusz – Regie: Andrzej Wajda
- 2001: Quo vadis? – Regie: Jerzy Kawalerowicz
- 2001: Reich – Regie: Władysław Pasikowski
- 2005: Czas surferów – Regie: Jacek Gąsiorowski
- 2006: Summer Love – Regie: Piotr Uklański
- 2010: Akte Kajínek (Kajínek)

## Auszeichnungen
Zwischen 1987 und 1995 gewann Linda insgesamt fünfmal den Preis für den besten Schauspieler beim Polnischen Filmfestival Gdynia.